# Niclas Anspach
Niclas Anspach (* 22. Juli 2000 in Schkeuditz) ist ein deutscher Fußballspieler. Der offensive Mittelfeldspieler steht momentan beim FC 08 Homburg unter Vertrag.

## Karriere
Nach seinen Anfängen in der Jugend des TSV 1860 Rosenheim und TSV Bad Endorf wechselte er im Sommer 2017 in die Jugendabteilung der SpVgg Unterhaching. Dort kam er auch zu seinem ersten Einsatz im Profibereich in der 3. Liga. Am 9. Februar 2019, dem 23. Spieltag, wurde er bei einer 0:2-Auswärtsniederlage gegen Hansa Rostock in der 79. Spielminute für Marc Endres eingewechselt.
Ohne einen weiteren Ligaeinsatz wurde der Mittelfeldspieler Ende Januar 2020 bis Saisonende gemeinsam mit seinen Mannschaftskameraden Alexander Kaltner, Christoph Ehlich und Stephan Mensah in die Regionalliga Bayern an den Kooperationsverein TSV 1860 Rosenheim verliehen. Dort blieb Anspach allerdings bis zur Saisonunterbrechung aufgrund der COVID-19-Pandemie ohne Einsatz.
Zur Saison 2020/21 wechselte Anspach zurück zur SpVgg Unterhaching. Unter Trainer Arie van Lent avancierte er schnell zu einem Leistungsträger. Anspach erzielte am 4. Spieltag mit dem 2:1-Siegtreffer gegen den SV Meppen sein erstes Tor im Profifußball und stand ab dem 6. Spieltag beinahe durchgehend in der Startelf. Mit sieben Saisontreffern war er der torgefährlichste Spieler der Vorstädter, die am Saisonende jedoch in die Regionalliga Bayern abstiegen.
Nach dem Aufstieg 2023 mit Unterhaching in die 3. Liga wechselte er zur folgenden Saison zum Zweitligaabsteiger und Ligakonkurrenten SSV Jahn Regensburg. Im Januar 2025 wurde sein Vertrag in Regensburg aufgelöst, nachdem er zuletzt nur noch in der fünftklassigen Reservemannschaft zum Einsatz kam. Doch schon Anfang des folgenden Monats verpflichtete in der FC 08 Homburg aus der Regionalliga Südwest.